# 1968年夏季残疾人奥林匹克运动会挪威代表团
1968年夏季残疾人奥林匹克运动会挪威代表团是挪威派出的1968年夏季残疾人奥林匹克运动会代表团。获得5枚金牌、3枚银牌和1枚铜牌。